# أوسكار تي باسيت
أوسكار تي باسيت (بالإنجليزية: Oscar T. Bassett)‏ هو مصرفي أمريكي، ولد في 1850 في فيرمونت في الولايات المتحدة، وتوفي في 3 يناير 1898 في إل باسو في الولايات المتحدة.